# Soviet de Yan'an

Plan de la région frontalière de Shaan-Gan-Ning (1937-1949).

Le Soviet de Yan'an était un soviet gouverné par le Parti communiste chinois (PCC) dans les années 1930 et 1940 à Yan'an dans le Shaanxi. En octobre 1936, il est devenu la destination finale de la Longue Marche et a servi de base principale au PCC jusqu'à la fin de la seconde guerre sino-japonaise. Après que le PCC et le Kuomintang (KMT) ont formé le deuxième front uni en 1937, le soviet de Yan'an est officiellement reconstitué en tant que région frontalière Shaan-Gan-Ning (chinois simplifié : 陕甘宁边区 ; chinois traditionnel : 陝甘寧邊區 ; pinyin : Shǎn gān níng Biānqū. Yan'an est célébré dans les récits historiques du PCC comme le plus sacré des sites révolutionnaires et le lieu de naissance de la pensée de Mao Zedong.